# Tonkinská rezoluce

‎ ‎ ‎ ‎ ‎

Tonkinská rezoluce je rezoluce schválená Kongresem USA v roce 1964, která se stala podkladem k otevření války ve Vietnamu. Dnes je událost z Tonkinského zálivu známa jako vzorová "False flag", tedy incident, který se nestal nebo byl proveden naopak (viz jiná vzorová "False flag", údajné přepadení vysílače Gliwice Poláky na počátku druhé světové války).
„Národní bezpečnostní agentura USA (NSA) připustila, že lhala o tom, co se ve skutečnosti stalo v rámci tzv. Tonkinského incidentu v roce 1964, a manipulovala s daty tak, aby se zdálo, že severovietnamská plavidla zaútočila na americkou loď a vznikla tak záminka k vietnamské válce.“

## Okolnosti vzniku a schválení
S příchodem jara roku 1964 započaly průzkum a sabotážní akce amerického válečného loďstva v Tonkinském zálivu proti Vietnamské demokratické republice (VDR). Jednalo se o reakci na zvýšenou četnost útoků Vietkongu a vojsk VDR vůči jihovietnamskému režimu, který se ocitl v kritické situaci.
2. a 4. dubna 1964 mělo údajně dojít ke dvěma útokům severovietnamských torpédových člunů na americké torpédoborce Maddox a Turner Joy. Prezident Spojených států amerických Lyndon B. Johnson využil – jak dnes už bezpečně víme – smyšlený incident pro politické zdůvodnění vojenských akcí proti Severnímu Vietnamu, zvýšené morální podpoře jihovietnamského režimu a v neposlední řadě i k růstu oblíbenosti na vnitropolitické scéně.
7. srpna 1964 byla oběma komorami Kongresu USA schválena drtivou většinou tzv. tonkinská rezoluce (poměrem hlasů: Sněmovna reprezentantů 416:0, Senát 88:2, proti byli demokratičtí sen. Wayne Morse (Oregon) a sen. Ernest Gruening (Aljaška)), která umožňovala prezidentovi USA učinit jakékoli opatření pro zabránění další agrese namířené proti ozbrojeným silám Spojených států. Dále mu bylo umožněno poskytnutí vojenské pomoci jakémukoli státu, který byl členem Manilského paktu, respektive organizace SEATO.
Samotný prezident Lyndon Johnson si tuto "tonkinskou rezoluci" vyložil jako souhlas k vedení války ve Vietnamu. Šest let na to, jeho nástupce v úřadu Richard Nixon, právě touto "tonkinskou rezolucí" ospravedlňoval americkou invazi do Laosu a Kambodže. S tím jak sílil v americké veřejnosti odpor vůči Vietnamské válce byla tato rezoluce Kongresem USA zrušena v roce 1970.